# 有村祐輔
有村 祐輔（ありむら ゆうすけ、1932年10月14日-）は、日本の音楽家、指揮者、音楽学者。都留文科大学名誉教授。専門はルネッサンス音楽と合唱で、日本古楽界の第一人者。
鹿児島県出身。鹿児島県立甲南高等学校を経て、東京藝術大学音楽学部声楽科を1958年に卒業。NHKの「歌のメリーゴーランド」のレギュラーや都留文科大学の講師を務めた。1972年、ノッティンガム大学大学院音楽学専攻修士課程修了。1983年～1984年、再度渡英してオクスフォード大学に留学。都留文科大学文学部教授を経て、上野学園大学国際文化学部教授。
日本合唱指揮者協会会員、日本古楽協会代表。東京プロ・ムジカ・アンティカ指揮者を務めた。著書に『シェイクスピアの音楽』（共著、大修館書店、1985年5月）、訳書に『古楽の復活 音楽の「真実の姿」を求めて』（ハリー・ハスケル、東京書籍、1992年10月）、『内なるオルフェウスの歌 古楽が教えてくれるもの』（アントニー・ルーリー、音楽之友社、1995年7月）がある。
長坂好子とデニス・アーノルド（英語: Denis Arnold）が恩師。